# 에어 카라이브
에어 카라이브(영어: Air Caraïbes)는 과들루프에 본사를 두고 있는 항공사로 허브 공항은 푸앵타피트르 국제공항이 있으며 카라이브(프랑스어: Caraïbes)는 프랑스어로 카리브해를 지칭하는 말이다.

## 역사
이 항공사는 2000년 7월 에어 과들루프(영어: Air Guadeloupe), 에어 마르티니크(영어: Air Martinique), 에어 생바르 텔레미, 에어 생마르탱(영어: Air St Martin)이 합병해 설립되었다. 과들루프, 마르티니크 등 카리브해 지역 프랑스 영토의 항공사로 알려져 있다. 정기 항공편 및 전세기 항공편으로 서인도 제도와 유럽, 남아메리카 지역에 취항하고 있다. 허브 공항은 푸앵타피트르 국제공항이며, 본사는 과들루프의 레자빔(영어: Les Abymes)에 있다. 2007년을 기준으로 뒤브뢰유 그룹(영어: Groupe Dubreuil)이 인수해 85%의 지분을 갖고 있다. 2012년 현재 8대의 항공기를 보유하고 있다.

## 보유 기종

### 현재 보유중인 기종
- 2020년 1월 에어 카라이브는 다음과 같은 기종을 보유하고 있다.[2]

## 같이 보기
- 프랑스의 항공사 목록
- 프렌치비(영어판)

## 사진

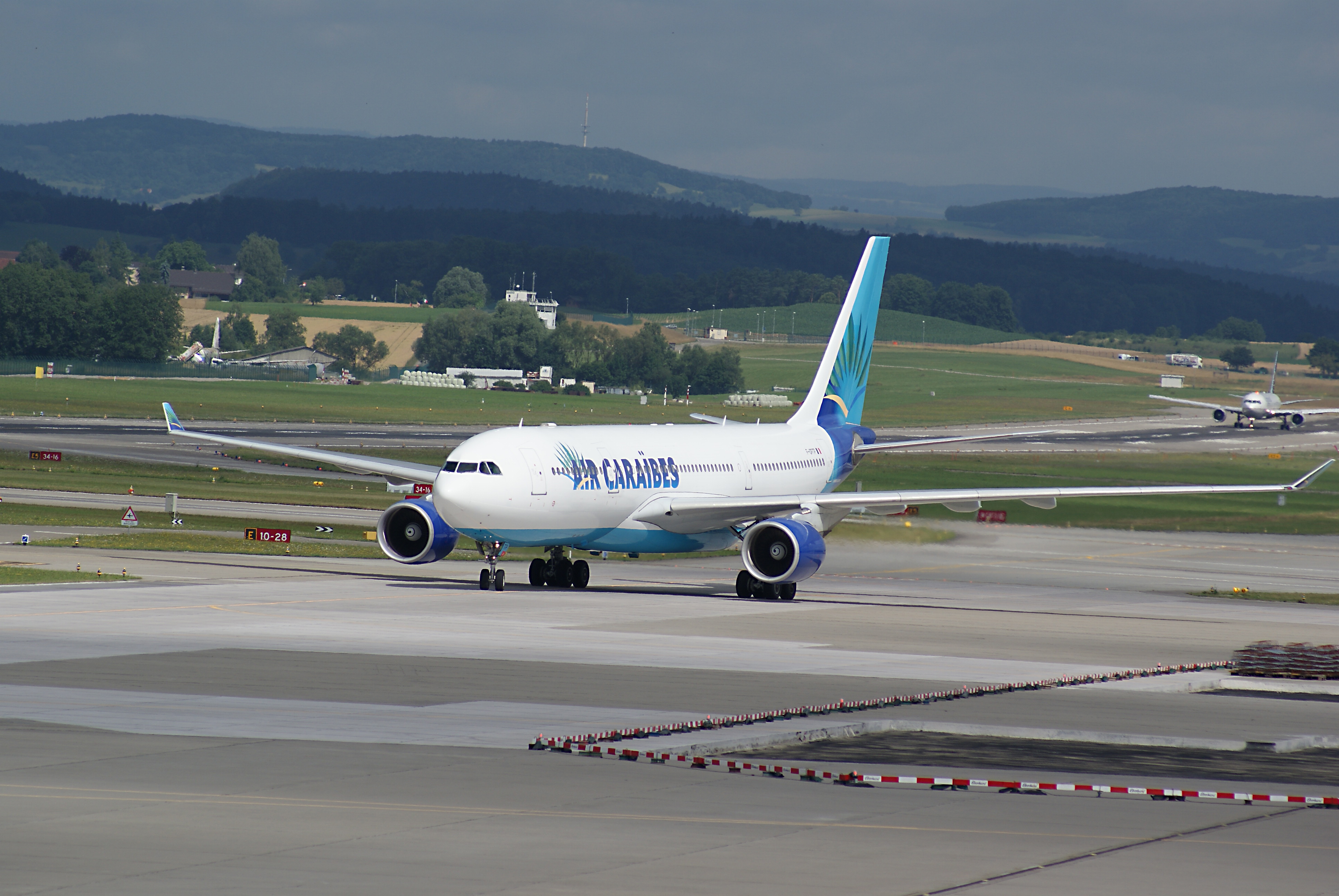
에어 카라이브의 에어버스 A330-200
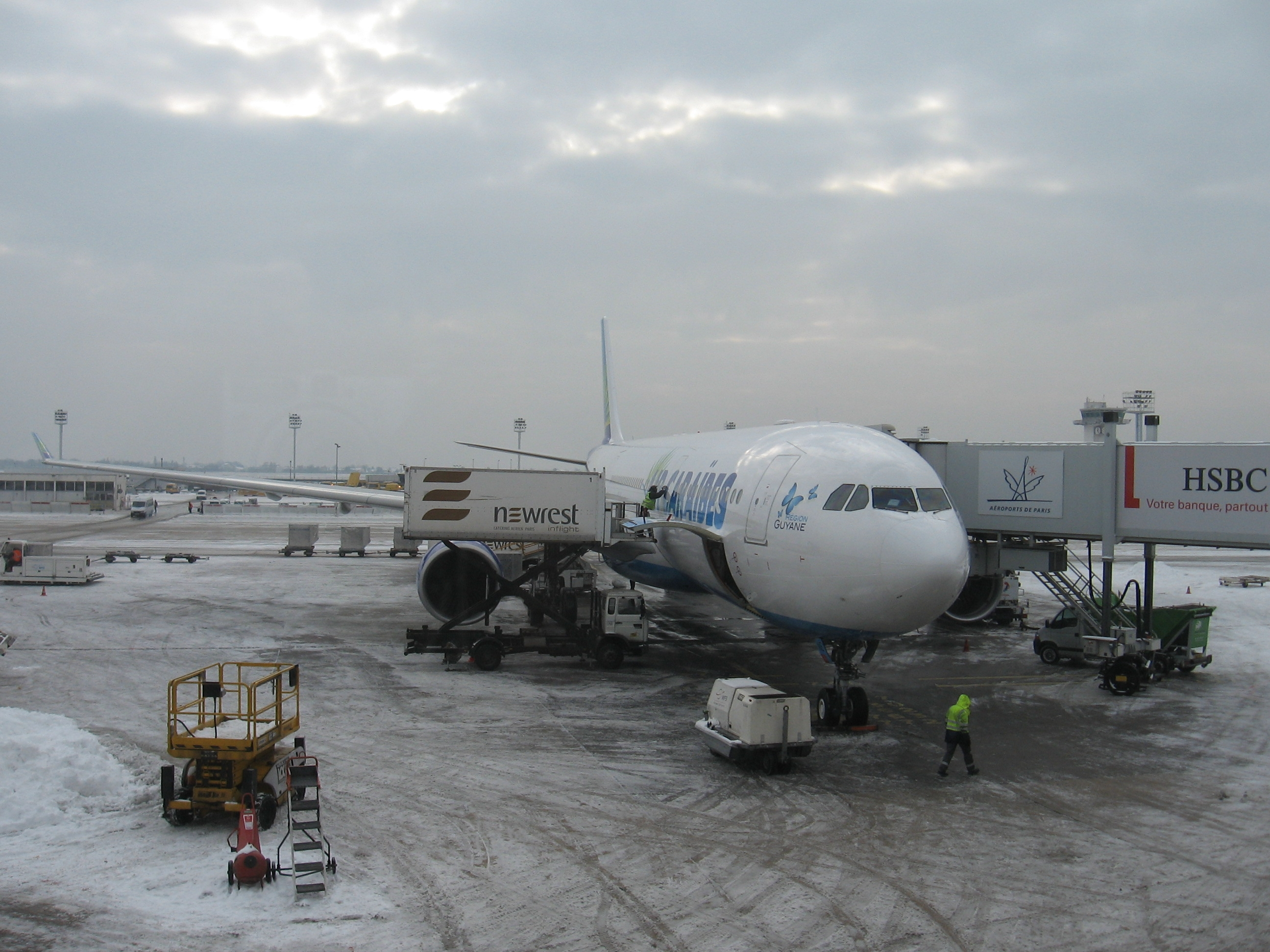
에어 카라이브의 에어버스 A330-300
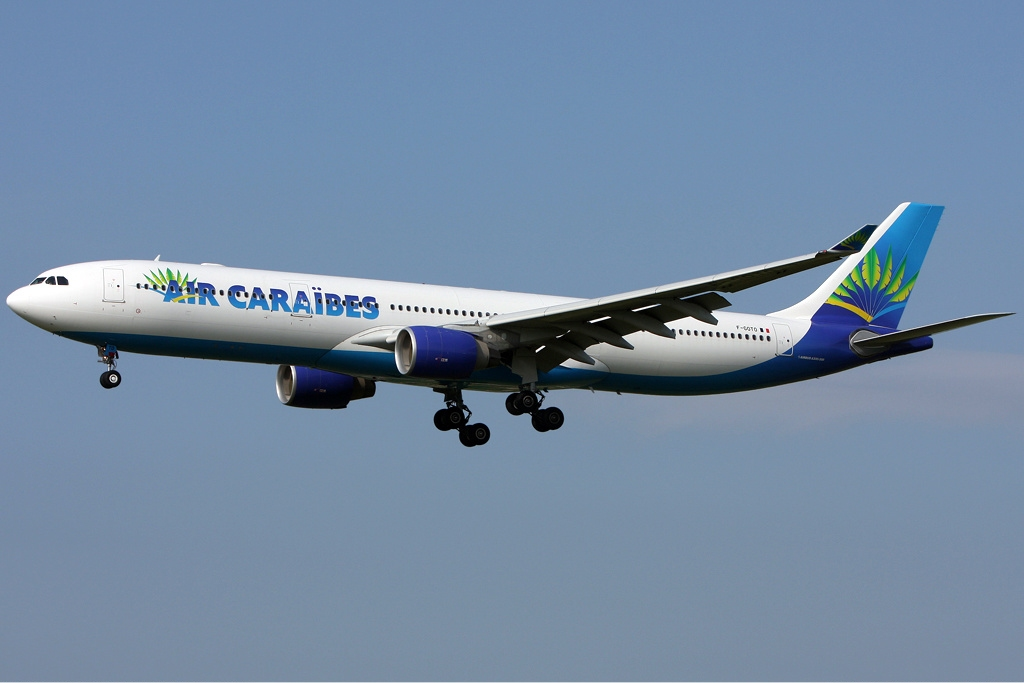
에어 카라이브의 에어버스 A330-300